# Georgetown (Ontario)
Georgetown ist ein Stadtteil von Halton Hills. Er liegt am Credit River. Der Stadtteil ist nach George Kennedy benannt.

## Verkehr
In Georgetown befindet sich der gleichnamige Bahnhof, der von Zügen der Via Rail und GO Transit bedient wird.

## Söhne und Töchter
- Jason Dickinson (* 1995), Eishockeyspieler
- Bob Goldham (1922–1991), Eishockeyspieler und Sportkommentator
- Mike Harris (* 1967), Curler
- Brian Hayward (* 1960), Eishockeytorwart
- Cristy Nurse (* 1986), Ruderin
- Sarah Fillier (* 2000), Eishockeyspielerin